# قشلاق قراخانلو (کلیبر)
طایفهٔ قراخانلو یکی از روستاهای استان آذربایجان شرقی است که در دهستان قشلاق بخش آبش‌احمد شهرستان کلیبر واقع شده‌است. حدود ۸۰٪ از جمعیت طایفهٔ قراخانلو در سرتاسر ایران به‌ویژه در شهرستان تبریز ساکن هستند.